# 石川英治
石川 英治（いしかわ ひではる、1969年1月 - ）は、埼玉県所沢市出身の日本の実業家、著作家、コメンテーター。
中央大学法学部中退、一般社団法人日本ハッカー協会理事、マグニファイエンタテインメント所属、株式会社エデン代表取締役

## 略歴
西武鉄道退社後、弁護士秘書、外車販売、訪問販売などの職を経て起業。
1999年までハッカーグループUGTOPの主催者として活動。
不正アクセス禁止法の施行（2000年2月13日）を見越しアングラ活動を休止、それまでのスキルを転用し1998年に実業家として、日本初のネットセキュリティ専門会社「アルテミス」を起業、売り上げ17億円の会社に成長させた。官公庁へのハイテク犯罪対策の指導、コンピュータ関連書籍、TV出演などで活躍、2014年に退任。
2000年から2004年までラジオ局J-WAVEで南美布がナビゲートのVIVA! ACCESSにおいて毎週水曜日のQUICK ACCESSを担当し携帯電話、インターネット全般、家電やデジタルグッズを網羅した番組で「プロ石川」という名前でコメンテーターとして活躍。
2000年から2011年までウルトラマン、イエローキャブ、プラチナムプロダクション、星の王子様等の携帯電話公式コンテンツを運営する「サイバーエデン」を起業し、代表取締役として経営をしていた。なお、同社取締役にはUP-BEATの広石武彦が名を連ねていた。
2018年から2019年まで株式会社オウケイウェイヴ（セントレックス 3808）の取締役CTO、2020年3月まで執行役員。

## エピソード
- ハンドル名は「venus」または「なす」ハンドルネームの由来は当時ugtopが置かれていたサーバ名が「venus」であったことから、メールアカウントにそのまま使うというアバウトなものであった。複数のハンドルネームを使っていたが、1998年頃からペンネーム、ハンドルネーム共に本名で統一される。
- 1990年代後半に草の根BBS「NetworkDS」を開局。電話関連のハッキングを主とした電子掲示板を運営していたが1996年頃よりインターネットへ移行、このサイトが独自ドメインを取得してUGTOPの前身となる。
- 1998年に創刊された白夜書房のハッカージャパンは創刊号から寄稿、三才ブックスの「電話マニア」シリーズではカルト的な人気を得て、1999年に刊行された「Windowsの悪のマニュアル」は4万部を売り上げ、コンピュータ書籍では異例の大ヒットとなった。
- 1998年に世界初の着信メロディ作曲ツールを山崎はるかと共に発表、累計11万本がダウンロードされ着メロ作成ブームの先駆けとなったが、儲けはゼロだったという。「特許を取っていればよかった」とケータイBEST誌でコメントしている。
- 1998年にUGTOPメンバーのR00t Zer0がJPNICに侵入した際に直接訪問をし、グループ代表として謝罪とぜい弱性の指導をした。
- 1997年にハッカージャパン忘年会にPhiber Optikことマーク・アビーンが来日、彼が起業したセキュリティ会社が「アルテミス」設立のヒントになったという。
- 情報通信審議会ではプロトコル委員会に参画し、PKIセキュリティの規格統一会議にも参加している。
- 2000年に報道2001へ生出演をし、森喜朗、荒井広幸議員と政府のネットセキュリティ問題について激論を交わした。
- 無国籍レストランバー、古着店、ハワイでビーチウエアショップ・工場などの経営も手がけるが現在はいずれも閉店している。
- VIVA! ACCESSの出演の際、ラジオ番組であるのにセグウェイ（乗り物）の試乗をレポートをした。
- 漫画GTO（藤沢とおる）にて技術監修をし、「砂くじら」（単行本17巻）なるキャラクターを生み出した。
- 漫画家山本英夫と同じ高校の同級生。同姓同名の主人公が登場する漫画がある。
- フジテレビの番組「ニュースな晩餐会」ではスタジオで、全く手も触れずにわずか1分28秒という速さでWiFiに接続されているスマホ（Android）を乗っ取る実演をした。
- 衆議院議員秋元司との共著「子どもたちが危ない! スマホの現実」は、自由民主党政務調査会への提言資料を基に書籍される。これは後に「青少年インターネット環境整備法案(平成29年法律第75号)」の法改正に繋がる。
- 2018年、2019年の「awsサミット東京」にて、審査員として選出された。

## 連載
- PC Computing「闇の紳士録」（ソフトバンクパブリッシング 1999年 - 2000年）
- 石川英治のホワイトハッカーなんでも相談室（週刊プレイボーイ 2016年 - 2017年）

## 著書
- Windowsの悪のマニュアル（データハウス）
- Windowsの悪のマニュアルXP（データハウス）
- 子どもたちが危ない! スマホの現実（ロングセラーズ）

## 寄稿
- ハッカージャパン（白夜書房）創刊号～不定期掲載
- ゲームラボ（三才ブックス）
- ラジオライフ（三才ブックス）1998年～不定期掲載
- 電話マニア2001（三才ブックス）
- 裏仕事師の本98（三才ブックス）
- 電話の本98（三才ブックス）
- 裏モノの本（三才ブックス）
- 悪得インターネット（オークラ出版）
- インターネットASCII（アスキー）
- 電脳ギャング（ワニマガジン）
- 裏モノJAPAN（鉄人社）
- オタめしクッキング（グラフ社）
- 裏スマホの本（三才ブックス）
- まるわかりカジノ読本（廣済堂ベストムック）
- 週刊SPA!（扶桑社）2013年～不定期掲載
- 週刊プレイボーイ（集英社）2015年～不定期掲載
- ネットマネー（ZUU）2018年～不定期掲載

## 技術監修
- のぞき屋 山本英夫・小学館ヤングサンデー
- R指定 本そういち・文藝春秋コミックビンゴ
- GTO 藤沢とおる・講談社
- BODY GIRL こしばてつや・講談社
- HIKARIMAN 山本英夫・小学館

## テレビ
- NONFIX「ストーカーバスター」（1998年・フジテレビ）
- 報道2001（2000年・フジテレビ）
- スーパーニュース（2000年、2011年、2012年、2014年、2015年・フジテレビ）
- ザ・ノンフィクション（2000年・フジテレビ）※メインゲスト
- ザ・スクープ（2000年・テレビ朝日）
- 特命リサーチ200X（2000年・日本テレビ）
- 土曜一番!花やしき （2000年・フジテレビ）
- NONFIX「渋谷ギャル革命」（2007年・フジテレビ）
- 報道ステーション（2011年、2012年、2014年・テレビ朝日）
- やじうまテレビ（2011年・テレビ朝日）
- ザ!世界仰天ニュース衝撃の手口スペシャル - ウェイバックマシン（2015年2月20日アーカイブ分）（2012年・日本テレビ）
- ニュースな晩餐会（2014年、2015年・フジテレビ））※メインゲスト
- マネーの羅針盤（2015年・テレビ東京）
- 情報ライブ ミヤネ屋（2015年・読売テレビ）
- ウェークアップぷらす（2015年・読売テレビ）
- 新・情報7daysニュースキャスター（2015年・TBS）
- 特捜まさかのオーメン（2015年・TBS）※メインゲスト
- 女は悩まない 女の世直しニュース女子（2015年・TOKYO MX）※メインゲスト
- ハンゲキ（2015年・フジテレビ）
- ノンストップ!（2014年、2015年、2016年、2017年、2018年・フジテレビ）
- 所さん！大変ですよ（2015年・NHK）
- マルコポロリ（2015年、2016年・関西テレビ）※メインゲスト
- 全力！脱力タイムズ（2016年・フジテレビ）※メインゲスト
- 雨上がりの『Aさんの話』（2016・朝日放送）
- キイタハナシ（2016年・フジテレビ）
- AbemaNews（2017年・AbemaTV）
- フルタチさん（2017年・フジテレビ）※メインゲスト
- ニノさん（2017年・日本テレビ）※メインゲスト
- Mr.サンデー（2018年・フジテレビ）
- ウラマヨ！（2018年・関西テレビ）※メインゲスト
- あさチャン！（2018年・TBS）※映画『スマホを落としただけなのに』番宣協力
- あさイチ（2015年、2019年・NHK）
- 本能Ｚ（2019年・CBCテレビ）
- ワールドビジネスサテライト（2000年、2014年、2019年・テレビ東京）
- 情報ライブ ミヤネ屋（2020年、2021年、2022年、2023年・読売テレビ）※ニュース解説
- ZIP!（2020年、2022年、2023年・日本テレビ）
- news zero（2022年・日本テレビ）

## ラジオ
- VIVA! ACCESS（2000年 - 2004年・J-WAVE　レギュラー）